# Psidium arboreum
Psidium arboreum là một loài thực vật có hoa trong Họ Đào kim nương. Loài này được Vell. miêu tả khoa học đầu tiên năm 1829.